# 507年
| 千纪： | 1千纪                                                                                           |
| 世纪： | 5世纪 \| 6世纪 \| 7世纪                                                                         |
| 年代： | 470年代 \| 480年代 \| 490年代 \| 500年代 \| 510年代 \| 520年代 \| 530年代                       |
| 年份： | 502年 \| 503年 \| 504年 \| 505年 \| 506年 \| 507年 \| 508年 \| 509年 \| 510年 \| 511年 \| 512年 |
| 纪年： | 丁亥年（猪年）；北魏正始四年；柔然始平二年；南朝梁天监六年；高昌承平六年                        |

## 大事记
- 克洛維一世擊退西哥德人征服高盧。
- 梁武帝在鍾離之戰以少勝多擊敗北魏，而北魏軍幾乎全軍覆沒。

## 出生
- 元宝炬，西魏皇帝。
- 魏孝庄帝，北魏皇帝。
- 宇文泰，西魏將軍。
- 魏收 北齊史學家、文學家。

## 逝世
- 亚拉里克二世，西哥特人皇帝。
- 宣武順皇后，北魏皇后。